# Enterprise 2.0
Enterprise 2.0 to termin opisujący społecznościowe oprogramowanie używane w środowisku biznesowym. Idea Enterprise 2.0 bazuje na rozwiązaniach stosowanych w mediach społecznościowych. Charakteryzuje się ono dużą elastycznością, oddaje użytkownikom możliwość budowania struktury informacji, w przeciwieństwie do klasycznych rozwiązań. Definicja Enterprise 2.0 została sformułowana przez Andrew McAffe. 

## Terminologia
Zwrot Enterprise 2.0 został użyty po raz pierwszy w roku 2006. Jest on stosowany często na opisanie wdrożenia narzędzi Web 2.0 w ramach firmy.

## Aplikacje Enterprise 2.0
Najczęściej wykorzystywanymi aplikacjami typu Enterprise 2.0 są wiki i blogi.